# Mervyn Cowie
Mervyn Hugh Cowie  est un défenseur de l'environnement qui a joué un rôle de pionnier dans la protection de la faune et le développement du tourisme en Afrique de l'Est. Il naît le 13 avril 1909 et meurt le 19 juillet 1996.

## Famille et enfance
Cowie est un descendant de fermiers écossais qui ont émigré en Afrique du Sud. Le père de Cowie a démissionné de son poste de premier magistrat (en) de Johannesburg, en Afrique du Sud, pour s'installer au Kenya. Cowie naît à Nairobi le 13 avril 1909 et grandit dans une hutte de terre au toit de chaume à 30 miles de Nairobi. Il a un frère. Il fait d'abord ses études à Nairobi, puis part en Angleterre pour étudier au Brighton College et à l'université d'Oxford. Il obtient le titre d'expert-comptable et retourne au Kenya en 1932. 

## Carrière
À son retour au Kenya en 1932, Cowie s'inquiète de la diminution du nombre d'animaux sauvages au cours de ses neuf années d'absence. L'absence totale de politique gouvernementale en matière de conservation est la principale cause de cette diminution. Cowie s'inquiète de la pression exercée par l'homme sur les zones sauvages. Il pensait qu'il fallait créer des zones spéciales où les animaux sauvages pourraient vivre sans être dérangés par l'homme. Il s'est rendu compte que seul le tourisme pourrait générer les revenus nécessaires à la mise en place des infrastructures, y compris les parcs, nécessaires à la protection des animaux. Il envisageait une série de parcs nationaux et un système efficace de préservation du gibier. Cependant, les gouvernements des territoires coloniaux britanniques se sont opposés à la création de parcs nationaux. 
Entre 1932 et 1939, Cowie est un conseiller de district à Nairobi. Il a également fait campagne sans relâche pour la protection de la faune et de la flore. Frustré par l'inaction du gouvernement dans ce domaine, il utilise le stratagème consistant à préconiser anonymement la destruction de tous les animaux sauvages d'Afrique de l'Est pour améliorer l'agriculture. Jouant l'avocat du diable pour pousser l'opinion publique à s'opposer à la chasse, il écrit une lettre à l’East African Standard signée « Old Settler » qui propose l'abattage de tous les animaux sauvages du Kenya,. Cette proposition soulève un tollé et le gouvernement est contraint d'agir et de former un comité chargé d'examiner la question. Un conseil des parcs nationaux est finalement créé, dont Cowie est le président. Le parc national de Nairobi, premier parc national du Kenya, est ouvert en 1946, et Cowie en est le directeur exécutif. Il a ouvert une série de parcs dans toute l'Afrique de l'Est, et a aidé et conseillé la création de parcs au Tanganyika et en Ouganda. Le parc national de Serengeti, au Tanganyika, a été classé en 1951. Le parc national de la Reine Elizabeth et celui des Chutes Murchison sont créés en Ouganda en 1952. Administrateur pragmatique, il apprend à piloter un avion pour pouvoir patrouiller dans les parcs dont il est responsable. Son avion est un jour pris en chasse par un rhinocéros alors qu'il tente d'atterrir à un avant-poste du parc. 
Cowie a siégé au Conseil législatif du Kenya (en) pendant dix ans. Il est directeur de la main-d'œuvre pendant la révolte des Mau Mau de 1953. Il a organisé et géré de vastes opérations de lutte contre le braconnage et est le fondateur et le directeur des Royal National Parks of Kenya de 1946 à 1966. Il est vice-président de l'East African Tourist Travel Association de 1950 à 1965 et le représentant de l'Afrique de l'Est pour l'Alliance internationale de tourisme. Dans les années 1950, il a également présenté une série d'émissions télévisées d'histoire naturelle à la BBC. Il est devenu Commandeur de l'Ordre de l'Empire britannique (CBE) en 1960. Il démissionne des Parcs nationaux royaux du Kenya en 1966. En 1970, il est consultant principal auprès du Fonds mondial pour la nature. En 1972, il rejoint la Fondation africaine de médecine et de recherche à Nairobi en tant que directeur financier. 
Cowie a également servi dans les forces armées du Kenya. Il a rejoint la réserve des King's African Rifles dans les années 1930 et, au début de la Seconde Guerre mondiale en 1939, il a été enrôlé dans le Kenya Regiment (en) et a servi en Abyssinie, à Madagascar et au Moyen-Orient, où il a atteint le grade de lieutenant-colonel. En 1954, il a reçu la Décoration d'efficacité (en) pour un service militaire à temps partiel de longue durée. 
Cowie a écrit les livres Fly Vulture (1961), I Walk with Lions (1964) et African Lion (1965),. Le film britannique de 1951 Where No Vultures Fly (en) (rebaptisé Ivory Hunter aux États-Unis) est un récit fictif du travail de Cowie,. 
Cowie épouse Molly Beaty en 1934. Ils ont eu deux fils et une fille. Beaty meurt en 1956. Il épouse Valori Hare Duke en 1957, avec qui il a un fils et une fille. Il se retire en Angleterre en 1989 et s'installe près de Saxmundham, dans le Suffolk. Il meurt d'une crise cardiaque à l'âge de 87 ans le 19 juillet 1996 à l'hôpital d'Ipswich (en).